# اليوم العالمي للسلام
اليوم العالمي للسلام اليوم العالمي للسلام في 21 أيلول/سبتمبر. أعلنته الجمعية العامة للأمم المتحدة يومًا مكرّسا لتعزيز مُثل وقيم السلام في أوساط الأمم والشعوب وفيما بينها.
وبمناسبة الذكرى الثلاثين لإحياء هذا اليوم، سيكون شعار الاحتفالات في هذه السنة كالآتي: «السلام والديمقراطية: أَبلِغْ صوتك».
فقد جاء في ديباجة ميثاق الأمم المتحدة أنّ الغرض من إنشاء المنظمة هو منع نشوب النزاعات الدولية وحلّها بالوسائل السلمية، والمساعدة على إرساء ثقافة السلام في العالم.
إن السلام والديمقراطية تجمعهما روابط عضوية. فهما معا يؤسسان شراكة تعود بالخير على الجميع. والديمقراطية، من حيث جسَّدها الإعلان العالمي لحقوق الإنسان، تهيئ بيئة مواتية لممارسة طائفة من الحقوق السياسية والحريات المدنية.
وتماشيا مع شعار الاحتفالات بهذا اليوم، يشهد العالم أحداثا في غاية الأهمية. فالشباب والشابات في كل مكان يُبدُون قوَّة في روح التضامن عبر التواصل وتعبئة الصفوف من أجل بلوغ الهدف المشترك المتمثل في مزاولة الكرامة وحقوق الإنسان.
وتحمل هذه القوة في طياتها احتمالات صنع مستقبل ملؤه السلام والديمقراطية. فلما لا تضمّ صوتك إلى هذه الأصوات!
فهناك طرق كثيرة للمشاركة في الممارسات الديمقراطية، من بينها المشاركة في الحوار بشأن العمليات الدستورية، ومناصرة الدعوى إلى تمكين المجتمع المدني، والانضمام إلى الكفاح من أجل إحلال المساواة بين الجنسين ومناهضة التمييز، والمشاركة في التربية المدنية، وتشجيع تسجيل الناخبين.
إن اليوم العالمي للسلام يتيح لجميع شعوب العالم مناسبة مشتركة لكي ينظّموا أحداثا ويضطلعوا بأعمال تمجّد أهمية السلام والديمقراطية بطرق واقعية ومفيدة.
في عام 1981، تم بموجب قرار الجمعية العامة للأمم المتحدة 36/67 تعيين الاحتفال باليوم العالمي للسلام ليكون متزامنا مع موعد الجلسة الافتتاحية لدورة الجمعية العامة، التي تُعقد كل سنة في ثالث يوم ثلاثاء من شهر أيلول/سبتمبر. وقد احتُفل بأوّل يوم للسلام في أيلول/سبتمبر 1982. وفي عام 2001، صوتت الجمعية العامة بالإجماع على القرار 55/8282 الذي يعيِّن تاريخ 21 أيلول/سبتمبر يوما للامتناع عن العنف ووقف إطلاق النار. وبهذه المناسبة، تدعو الأمم المتحدة كافة الأمم والشعوب إلى الالتزام بوقف للأعمال العدائية خلال هذا اليوم، وإلى إحيائه بالتثقيف ونشر الوعي لدى الجمهور بالمسائل المتصلة بالسلام.